# モンタルド・ディ・モンドヴィ
モンタルド・ディ・モンドヴィ（伊: Montaldo di Mondovì）は、イタリア共和国ピエモンテ州クーネオ県にある、人口約500人の基礎自治体（コムーネ）。

## 地理

### 位置・広がり

#### 隣接コムーネ
隣接するコムーネは以下の通り。
- フラボーザ・ソプラーナ
- モナステーロ・ディ・ヴァスコ
- ロブレント
- トッレ・モンドヴィ
- ヴィコフォルテ

#### 地震分類
イタリアの地震リスク階級 (it) では、3 に分類される
。

## 行政

### 分離集落
モンタルド・ディ・モンドヴィには、以下の分離集落（フラツィオーネ）がある。
- S. Anna Collarea, Corsaglia, Pra, Corsagliola, Villero, Deviglia, Oberti, Roamarenca, Calupo, Roapiana, Uvaglio, Vissi, Borio, Quartiere, Cantone, Piazza.